# Lutjanus apodus
Lutjanus apodus är en fiskart som först beskrevs av Johann Julius Walbaum 1792.  Lutjanus apodus ingår i släktet Lutjanus och familjen Lutjanidae. Inga underarter finns listade i Catalogue of Life.